# Chen Jieru
Chen Jieru (Chinês: 陳潔如; Wade-Giles: Chen Chieh-ju; Pinyin: Chén Jiérú; 1906–1971) foi a segunda esposa de Chiang Kai-shek.
Chiang conheceu Chen Jieru quando esta possuía treze anos de idade. Ele a perseguiu por dois anos até que ela finalmente concordou em se casar com seu pretendente. Chen Jieru esteve ao lado de seu marido por sete anos, até que Chiang abandonou a jovem esposa para fazer uma aliança politicamente conveniente com Soong May-ling.
A cidade natal dos ancestrais de Chen foi Ningbo, província de Zhejiang, e ela nasceu em Xangai. Ela escreveu um livro de memórias que Chiang suprimiu com êxito durante sua vida. 
Foi finalmente publicado em 1993, em uma edição editada por Lloyd E.
Eastman:  Chiang Kai-shek's Secret Past: The Memoir of His Second Wife, Ch'en Chieh-ju.